# Symptoms (Ashley Tisdale)
Symptoms è il terzo album della cantante statunitense Ashley Tisdale, pubblicato il 3 maggio 2019 su etichetta discografica Big Noise.

## Tracce
1. Symptoms – 2:54 (Ashley Tisdale, Rachel West, John Feldmann, Scot Stewart, Dylan McLean)
2. Looking Glass – 2:37 (Ashley Tisdale, Rachel West, John Feldmann, Scot Stewart, Dylan McLean)
3. Love Me & Let Me Go – 2:46 (Ashley Tisdale, John Feldmann, Whitney Phillips, Scot Stewart, Dylan McLean)
4. Insomnia – 2:54 (Ashley Tisdale, Fiona Bevan, John Feldmann, Scot Stewart, Dylan McLean)
5. Vibrations – 2:23 (Ashley Tisdale, Rachel West, John Feldmann, Scot Stewart, Dylan McLean)
6. Under Pressure – 2:33 (Ashley Tisdale, Rachel West, John Feldmann, Scot Stewart, Dylan McLean)
7. True Romance – 2:34 (Ashley Tisdale, Rachel West, John Feldmann, Scot Stewart, Dylan McLean)
8. Voices in My Head – 3:19 (Ashley Tisdale, John Feldmann, Whitney Phillips, Scot Stewart, Dylan McLean)
9. Feeling So Good – 3:07 (Ashley Tisdale, Rachel West, John Feldmann, Scot Stewart, Dylan McLean)